# Младен Обрадовић
Младен Обрадовић (Београд, 23. март 1980) је генерални секретар Отачаственог покрета Образ.

## Биографија
Младен Обрадовић рођен је 23. марта 1980. године у Београду од оца Миодрага и мајке Јасминке.
Члан Образа је постао 1999. године. Након погибије оснивача Образа Небојше М. Крстића 2001. године, Обрадовић је 2003. године изабран за председника главног одбора и главног секретара организације.
Бави се графичким дизајном. Учествовао је у приређивању, дизајну и опреме монографије „ФК Партизан 1945–2005” поводом шездесетогодишњице клуба.

## Суђења
Широј јавности је постао познат током протеста поводом хапшења Радована Караџића лета 2008. године и због свог противљења одржавању Параде поноса 2009. и 2010. године због чега је хапшен и осуђиван.
Првостепено је осуђен 20. априла 2011. године на две године затвора због „организовања нереда током параде поноса октобра 2010. године”. Пресуда је поништена, а на поновном суђењу је осуђен на десет месеци затвора. Пуштен је на слободу после одлежане казне од четири месеца кућног затвора. Виши суд га је ослободио оптужби 12. фебруара 2016. године.